# 菊池武一
菊池 武一（きくち たけかず、1896年3月28日 - 1972年4月24日）は、日本の英文学者、翻訳家。

## 生涯
高松市出身。第一高等学校を経て、1921年東京帝国大学文学部英文科卒業。國學院大學教授を務め、戦後になって古代文学、歴史研究に重きを置く方向付けに尽力する。また代々木ゼミナールの校長を務めた。子息菊池映二はフランス文学者で明治大学教授を務めた（1929-2002）。
日本の文芸、特に室町時代の謡曲文学、仕舞に造詣が深く、笛もよくした。スコット『アイヴァンホー』訳は、文庫上巻刊行後の1965年に入院し、退院後も執筆を続けたが、下巻の原稿を残して没し、菊池が國學院に迎えた高見穎治が校訂し刊行された。

## エピソード
小説家の丸谷才一は菊池を次のように回顧している。
「当時この大学（注・國學院大學）のこの研究室には、英独仏とか専任の教員と時間講師とかの区別なしで、思ひつくまに記せば、たとへば安東次男さんがゐた。故橋本一明がゐた。中野孝次がゐた。篠田一士がゐた。永川玲二がゐた。高松雄一がゐた。川村二郎がゐた。高本研一がゐた。竹内芳郎がゐた。菅野昭正がゐた。清水徹がゐた。飯島耕一がゐた。三輪秀彦がゐた。清岡卓行がゐた。渡辺一民がゐた。東野芳明がゐた。こんな顔ぶれの研究室を維持してゆける主任教授としては、菊池さん以外の人は思ひ浮かばない。」
「われわれはみな菊池さんの、知的で寛容で勿体ぶらない人柄に心服してゐた。あるいは、菊池さんに甘えてゐた。」

## 著書
- 『西洋文学史』（イデア書院） 1928
- 『ディ・クィンシー』（研究社出版、研究社英米文学評伝叢書） 1934

## 翻訳
- 『シャーロック・ホームズの冒険』（コナン・ドイル、岩波文庫） 1936、改版 1962
- 『シャーロック・ホームズの回想』（コナン・ドイル、岩波文庫） 1937、改版 1963
- 『シャーロック・ホームズの帰還』（コナン・ドイル、岩波文庫） 1938、改版 1963
- 『時称と叙法』（エスペルセン、大洞書房） 1936 - 抄訳
- 『大ノーベル伝』（R・ゾールマン, H・シュック、東峰書房） 1942
- 『運命の道』（オー・ヘンリ、改造社） 1942
- 『ドリアン・グレイの画像』（オスカー・ワイルド、家城書房） 1950、のち角川文庫 1951
- 『善神と魔神と ニコラス・ニクルビー 第1』（ディケンズ、角川文庫） 1953
- 『汽車を見送る男』（ジョルジュ・シメノン、新潮社、現代フランス文学叢書） 1954
- 『サンタルチア / 踊ってみせて』（ジョン・ゴールズワージィ、石井康一共訳、英宝社） 1957
- 『アイヴァンホー』上・下（ウォルター・スコット、岩波文庫） 1964 - 1974
- 『てんとう虫』（D・H・ロレンス、集英社、世界文学全集） 1965
- 『家の中の子供』（ウォルター・ペイター、集英社、世界文学全集42） 1981、のち「ウォルター・ペイター全集1」（筑摩書房）　2002